# Calolydella summatis
Calolydella summatis är en tvåvingeart som beskrevs av Henry J. Reinhard 1975. Calolydella summatis ingår i släktet Calolydella och familjen parasitflugor. Inga underarter finns listade.